# Bamberger Krippenmuseum
Das Bamberger Krippenmuseum ist ein Privatmuseum zum Thema Weihnachtskrippen in der Bamberger Altstadt.

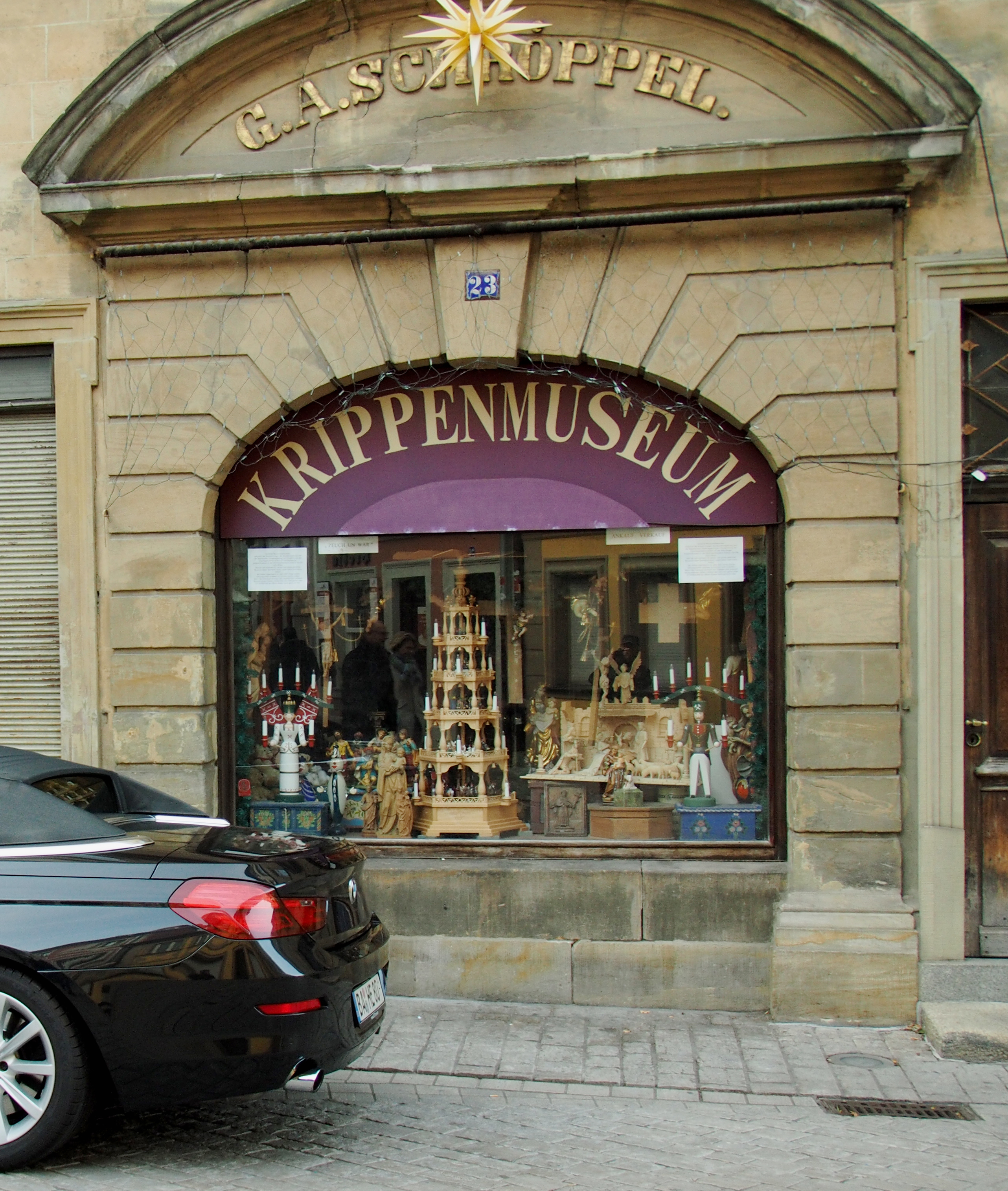
Eingang zum Krippenmuseum

## Allgemeines
Das Museum wurde im November 2001 eröffnet und beinhaltet eine der größten privaten Krippensammlungen Europas, die Krippen aus vier Jahrhunderten und aus mehr als 70 Ländern umfasst. In der Ausstellung wird auf ca. 300 m² ein Querschnitt der nach Herkunft, Alter und Material unterschiedlichsten Weihnachtskrippen der Sammlung von Erk Baumann präsentiert. Neben den Weihnachtskrippen werden diverse Exponate zum Thema Weihnachtszeit ausgestellt.
Das Museum ist vom Samstag vor dem ersten Advent bis zum 23. Dezember von Donnerstag bis Sonntag und vom 25. Dezember bis zum Dreikönigstag (6. Januar) täglich geöffnet, jeweils von 10.00 Uhr bis 16.00 Uhr. Von Januar bis November ist eine Öffnung oder eine Führung nach Voranmeldung möglich.